# Ntare Guma Mbaho Mwine
Ntare Guma Mbaho Mwine, född 31 maj 1967 i Hanover, New Hampshire, är en amerikansk skådespelare.
Mwine har bland annat medverkat i TV-serierna The Lincoln Lawyer och The Chi. Han har även medverkat i filmen Tazmanian Devil.

## Filmografi (i urval)
- 2020 – Tazmanian Devil
- 2018–2020 – The Chi (TV-serie)
- 2022–2023 – The Lincoln Lawyer (TV-serie)